# Моленгук (Дрютен)
Моленгук (нід. Molenhoek) — селище в нідерландській провінції Гелдерланд. Входить до муніципалітету Дрютен.
Перша згадка про населений пункт датується 1899 роком. Його назва буквально перекладається як «куток вітряка» та є відсилкою до розташованого у цій місцевині вітряного млина, який було розібрано у 1922 році.